# سنتز اشتاودینگر
سنتز اشتاودینگر (به انگلیسی: Staudinger synthesis) که با نام حلقه‌زایی استادینگر کتن-ایمین اشتاودینگر نیز نامیده می‌شود، یک سنتز شیمیایی است که در آن یک ایمین ۱ با یک کتن ۲ از طریق یک حلقه‌زایی ۲+۲ غیر فتوشیمیایی واکنش داده و تولید یک حلقه بتا-لاکتام می‌کند. این واکنش اهمیت ویژه ای در سنتز آنتی‌بیوتیک‌های بتا-لاکتام دارد. سنتز اشتاودینگر را نباید با واکنش اشتاودینگر، که طی آن یک فسفین یا فسفیت برای کاهش آزیدها به آمین‌ها استفاده می‌شود، اشتباه گرفت.

## تاریخچه
این واکنش در سال ۱۹۰۷ توسط شیمیدان آلمانی هرمان اشتاودینگر کشف شد این واکنش تا سال ۱۹۴۰ که ساختار پنی‌سیلین مشخص شد، مورد توجه قرار نگرفت. از این واکنش حلقه‌زایی برای تولید بخش بتا-لاکتامی اولین پنی‌سیلین مصنوعی استفاده شد، و همچنان نیز روشی ارزشمند در سنتز ترکیبات در شیمی آلی است.